# Paracycling-Bahnweltmeisterschaften 2017

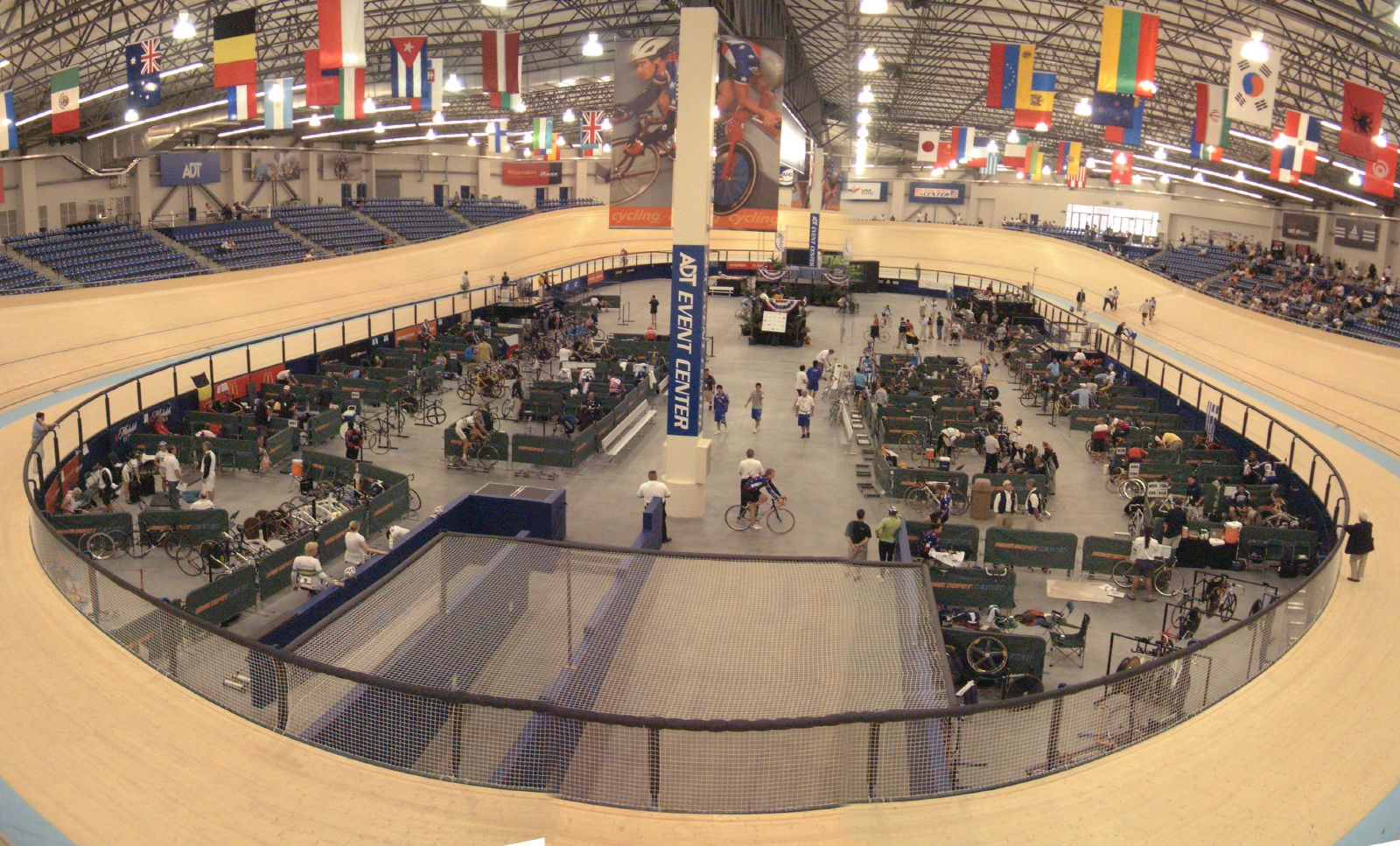
Das Velo Sports Center

Die Paracycling-Bahnweltmeisterschaften 2017 (2017 UCI Para-cycling Track World Championships) werden vom 2. bis 5. März im US-amerikanischen Carson bei Los Angeles stattfinden. Damit werden erstmals Paracycling-Weltmeisterschaften in einem Jahr nach Paralympischen Spielen ausgerichtet.
Die Weltmeisterschaften werden auf der Radrennbahn im Velo Sports Center stattfinden und damit zum zweiten Mal seit 2012 in diesem Velodrom. In der Woche zuvor wurde im Velo Sports Center der vierte Lauf des Bahnrad-Weltcups 2016/17 ausgetragen.
Der Termin für diese Weltmeisterschaften wurde erst im Januar 2017 bekannt gegeben, was auf Kritik der Sportler stieß. Der britische mehrfache Paralympics-Sieger Jody Cundy nannte die kurzfristige Terminierung „einen Witz“. Sowohl er wie auch seine Mannschaftskollegin Sarah Storey und weitere Sportler kündigten an, wegen der kurzen Vorbereitungszeit nicht bei diesen Weltmeisterschaften an den Start zu gehen. Cody war indes dann doch in LA dabei, während die im Paracycling-Bereich ansonsten sehr erfolgreiche Mannschaft aus China nicht vertreten war. Die Schweiz sowie Deutschland hatten ebenfalls keine Sportler entsandt, Österreich ist durch Andreas Zirkl vertreten.
Am Start waren rund 80 Sportlerinnen und Sportler aus 20 Nationen.

## Resultate

### Sprint Klasse B
| Frauen – B |                               |              |
| #          | Fahrerin/Pilotin              | Nationalität |
|            | Sophie Thornhill/Corrine Hall | GBR          |
|            | Alison Patrick/Helen Scott    | GBR          |
|            | Aileen McGlynn/Louise Haston  | GBR          |

| Männer – B |                                                       |              |
| #          | Fahrer/Pilot                                          | Nationalität |
|            | James Ball/Matthew Rotherham                          | GBR          |
|            | Neil Fachie/Craig MacLean                             | GBR          |
|            | Muhammad Afiq Afify Rizan/Muhammad Khairul Adha Rasol | MAS          |

### Mixed Team Sprint M/W C1-5
| WM C1–5 (750 m) |                                                 |              |          |
| #               | Fahrer(innen)                                   | Nationalität | Zeit (s) |
|                 | Joseph Berenyi/Jason Kimball/Christopher Murphy | USA          | 50,654   |
|                 | Amador Granados/Eduardo Santas/Alfonso Cabello  | ESP          | 52,180   |
|                 | Sergei Batukow/Alexei Obidennow/Sergei Pudow    | RUS          | 52,345   |

### Zeitfahren Klasse B
| Frauen – WB (1000 m) |                               |              |            |
| #                    | Fahrerin/Pilotin              | Nationalität | Zeit (min) |
|                      | Sophie Thornhill/Corinne Hall | GBR          | 1:09,552   |
|                      | Aileen McGlynn/Louise Haston  | GBR          | 1:11,089   |
|                      | Alison Patrick/Helen Scott    | GBR          | 1:11,115   |

| Männer – MB (1000 m) |                                |              |            |
| #                    | Fahrer/Pilot                   | Nationalität | Zeit (min) |
|                      | James Ball/Matthew Rotherham   | GBR          | 1:00,727   |
|                      | Neil Fachie/Craig MacLean      | GBR          | 1:02,039   |
|                      | Kieran Murphy/Lachlan Glaspool | AUS          | 1:04,512   |

### Verfolgung Klasse B
| Frauen – WB (3000 m) |                               |              |          |
| #                    | Fahrerin/Pilotin              | Nationalität | Zeit     |
|                      | Sophie Thornhill/Corinne Hall | GBR          | 3:35,341 |
|                      | Lora Fachie/Hazel MacLeod     | GBR          | 3:40,631 |
|                      | Griet Hoet/Anneleen Monsieur  | BEL          | 3:40,341 |

| Männer – MB (4000 m) |                                          |              |          |
| #                    | Fahrer/Pilot                             | Nationalität | Zeit     |
|                      | Ignacio Vila Rodriguez/Joan Font Bertoli | ESP          | 0,000    |
|                      | Kieran Murphy/Lachlan Glasspool          | AUS          | OVL      |
|                      | Chester Triplett/Stephen Pedone          | USA          | 4:45,559 |

### Zeitfahren Klasse C
| #                    | Fahrerin            | Nationalität | Zeit (s) |
| -------------------- | ------------------- | ------------ | -------- |
| Frauen – WC2 (500 m) |                     |              |          |
|                      | Amanda Reid         | AUS          | 43,192   |
|                      | Tereza Diepoldová   | CZE          | 52,141   |
| Frauen – WC3 (500 m) |                     |              |          |
|                      | Jamie Whitmore      | USA          | 43,640   |
|                      | Simone Kennedy      | AUS          | 44,171   |
| Frauen – WC4 (500 m) |                     |              |          |
|                      | Shawn Morelli       | USA          | 41,575   |
|                      | Marie-Claude Molnar | CAN          | 42,606   |
|                      | Meg Lemon           | AUS          | 42,820   |
| Frauen – WC5 (500 m) |                     |              |          |
|                      | Jennifer Schuble    | USA          | 39,582   |
|                      | Samantha Bosco      | USA          | 40,022   |

| #                     | Fahrer             | Nationalität | Zeit (min) |
| --------------------- | ------------------ | ------------ | ---------- |
| Männer – MC1 (1000 m) |                    |              |            |
|                       | Ross Wilson        | CAN          | 1:18,925   |
|                       | Darcy Thompson     | AUS          | 1:12,597   |
|                       | Todd Key           | USA          | 1:20,296   |
| Männer – MC2 (1000 m) |                    |              |            |
|                       | Tristen Chernove   | CAN          | 1:15,005   |
|                       | Kentaro Aizono     | JPN          | 1:17,612   |
|                       | Ivo Koblasa        | CZE          | 1:17,912   |
| Männer – MC3 (1000 m) |                    |              |            |
|                       | Joseph Berenyi     | USA          | 1:09,296   |
|                       | David Nicholas     | AUS          | 1:10,622   |
|                       | Alexei Obidennow   | RUS          | 1:11,551   |
| Männer – MC4 (1000 m) |                    |              |            |
|                       | Jody Cundy         | GBR          | 1:05,614   |
|                       | Jozef Metelka      | SVK          | 1:06,149   |
|                       | Kyle Bridgwood     | AUS          | 1:09,177   |
| Männer – MC5 (1000 m) |                    |              |            |
|                       | Christopher Murphy | USA          | 1:07,056   |
|                       | Jonathan Gildea    | GBR          | 1:08,065   |
|                       | Lauro Cesar Chaman | BRA          | 1:08,265   |

### Verfolgung Klasse C
| #                     | Fahrerin            | Nationalität | Zeit (min) |
| --------------------- | ------------------- | ------------ | ---------- |
| Frauen – WC2 (3000 m) |                     |              |            |
|                       | Amanda Reid         | AUS          |            |
|                       | Tereza Diepoldová   | CZE          |            |
| Frauen – WC3 (3000 m) |                     |              |            |
|                       | Simone Kennedy      | AUS          | 4:16,027   |
|                       | Jamie Whitmore      | USA          | 4:16,164   |
| Frauen – WC4 (3000 m) |                     |              |            |
|                       | Shawn Morelli       | USA          |            |
|                       | Marie-Claude Molnar | CAN          | OVL        |
|                       | Meg Lemon           | AUS          |            |
| Frauen – WC5 (3000 m) |                     |              |            |
|                       | Samantha Bosco      | USA          | 3.57,581   |
|                       | Jennifer Schuble    | USA          | 4:03,555   |
|                       | Anna Harkowska      | POL          |            |

| #                     | Fahrer               | Nationalität | Zeit (min) |
| --------------------- | -------------------- | ------------ | ---------- |
| Männer – MC1 (3000 m) |                      |              |            |
|                       | Ross Wilson          | CAN          |            |
|                       | William Lister       | USA          | OVL        |
|                       | Darcy Thompson       | NED          | 4:09,574   |
| Männer – MC2 (3000 m) |                      |              |            |
|                       | Tristen Chernove     | CAN          | 3:47,424   |
|                       | Aaron Keith          | USA          | 3:54,304   |
|                       | Shota Kawamoto       | JPN          | 3:56,662   |
| Männer – MC3 (3000 m) |                      |              |            |
|                       | David Nicholas       | AUS          | 3:35,425   |
|                       | Joseph Berenyi       | USA          | 3:39,225   |
|                       | Diederick Schelfhout | BEL          | 3:42,537   |
| Männer – MC4 (4000 m) |                      |              |            |
|                       | Jozef Metelka        | SVK          |            |
|                       | Kyle Bridgwood       | AUS          | OVL        |
|                       | Sergei Pudow         | RUS          | 4:53,700   |
| Männer – MC5 (4000 m) |                      |              |            |
|                       | Jonathan Gildea      | GBR          | 4:36,509   |
|                       | Lauro Cesar Chaman   | BRA          | 4:38,494   |
|                       | Christopher Murphy   | USA          |            |

### Scratch Klasse C
| #                    | Fahrer              | Nationalität |
| -------------------- | ------------------- | ------------ |
| Frauen – WC2 (10 km) |                     |              |
|                      | Amanda Reid         | AUS          |
| Frauen – WC3 (10 km) |                     |              |
|                      | Jamie Whitmore      | USA          |
| Frauen – WC4 (10 km) |                     |              |
|                      | Marie-Claude Molnar | CAN          |
|                      | Meg Lemon           | AUS          |
| Frauen – WC5 (10 km) |                     |              |
|                      | Anna Harkowska      | POL          |
|                      | Jennifer Schuble    | USA          |
|                      | Samantha Bosco      | USA          |

| #                    | Fahrer              | Nationalität |
| -------------------- | ------------------- | ------------ |
| Männer – MC1 (15 km) |                     |              |
|                      | Ross Wilson         | CAN          |
|                      | Andreas Zirkl       | AUT          |
|                      | Todd Key            | USA          |
| Männer-MC2 (15 km)   |                     |              |
|                      | Tristen Chernove    | CAN          |
|                      | Ivo Koblasa         | CZE          |
|                      | Maurico Far Eckhard | ESP          |
| Männer-MC3 (15 km)   |                     |              |
|                      | Joseph Berenyi      | USA          |
|                      | Eduardo Santas      | ESP          |
|                      | David Nicholas      | AUS          |
| Männer-MC4 (15 km)   |                     |              |
|                      | Kyle Bridgwood      | AUS          |
|                      | Jozef Metelka       | SVK          |
|                      | Sergei Pudow        | RUS          |
| Männer-MC5 (15 km)   |                     |              |
|                      | Jonathan Gildea     | GBR          |
|                      | Alistair Donohoe    | AUS          |
|                      | Lauro Cesar Mouro   | BRA          |

## Aufgebote

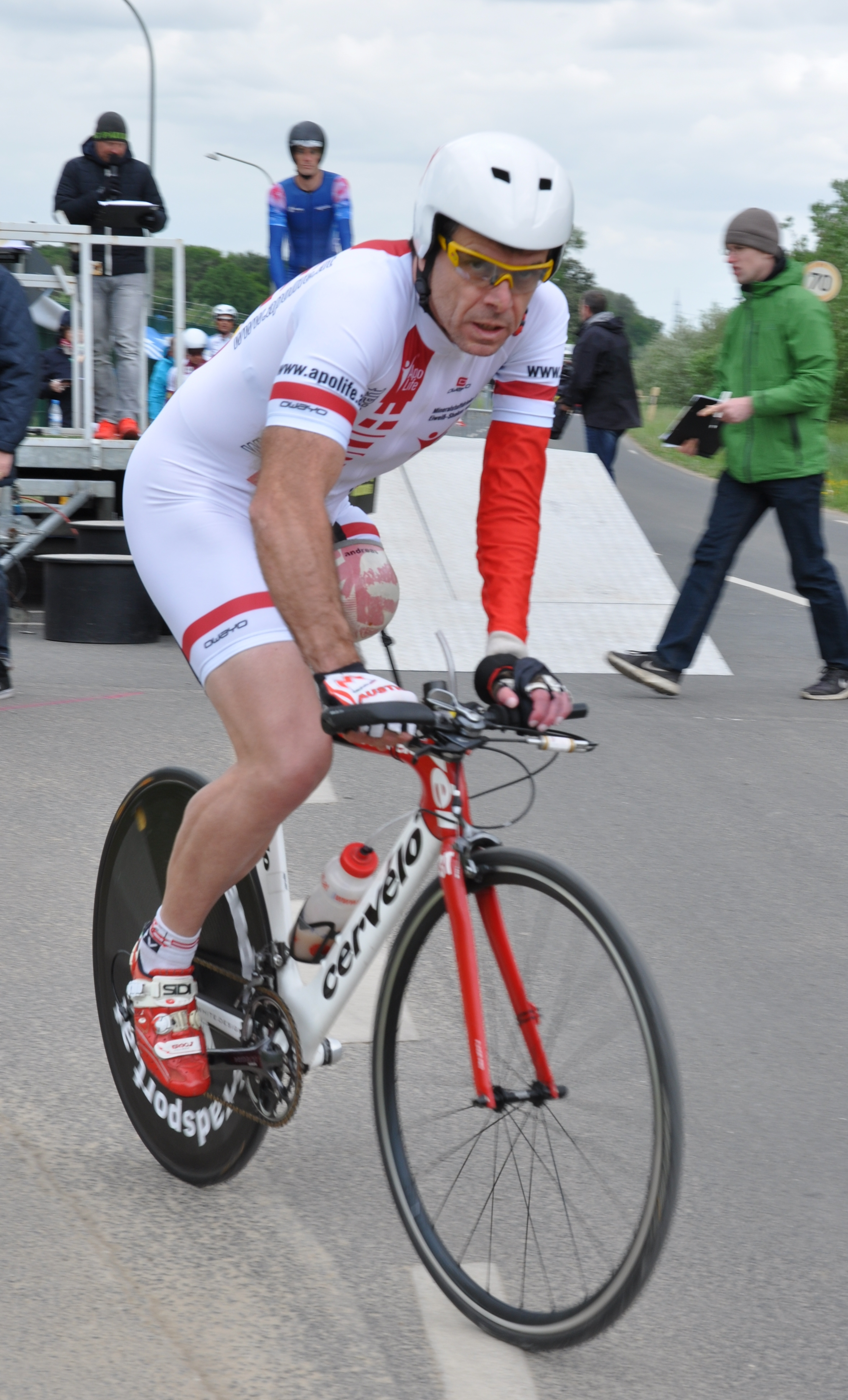
Andreas Zirkl ist der einzige Teilnehmer aus den deutschsprachigen Ländern bei dieser WM.

### Deutschland
- keine Teilnehmer

### Österreich
- Andreas Zirkl

### Schweiz
- keine Teilnehmer